# Slag bij Coronel

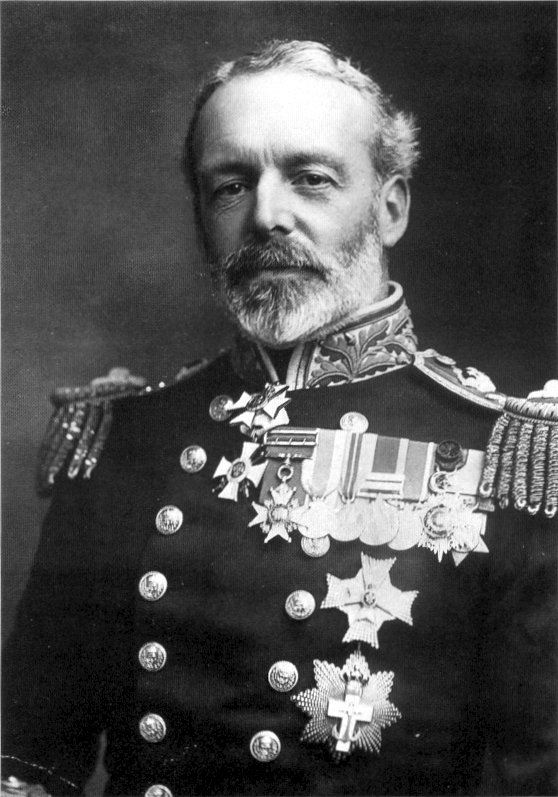
Viceadmiraal Christopher Cradock

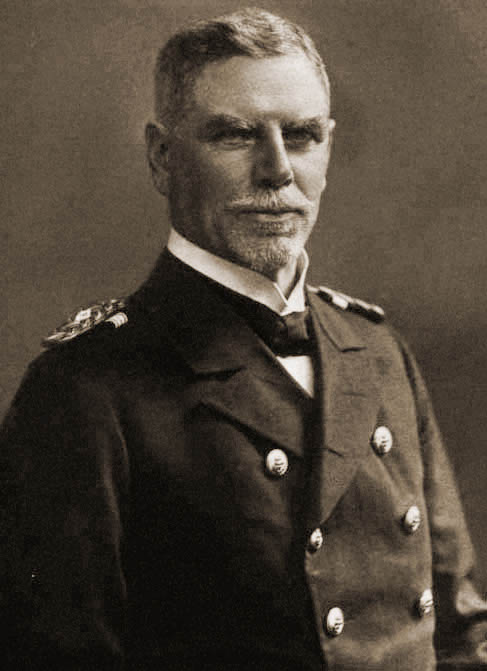
Viceadmiraal graaf Maximilian von Spee

De Slag bij Coronel (Concepción) was een zeeslag voor de kust van Chili tussen Groot-Brittannië en Duitse Rijk op 1 november 1914 tijdens de Eerste Wereldoorlog, die door de Duitsers gewonnen werd. 

## Von Spee
Viceadmiraal graaf Maximilian von Spee voerde het bevel over twee pantserkruisers, SMS Scharnhorst, zijn vlaggenschip de SMS Gneisenau en nog drie lichte kruisers: de SMS Dresden, de SMS Nürnberg en de SMS Leipzig.
De Britse zeemacht en haar geallieerden wilden gedurende de eerste maanden van de oorlog graag weten waar het eskader van Von Spee zich ophield, omdat ze vreesden voor hun koopvaardijvloot in de Stille Oceaan.
Zodra Japan zich aan de kant van Groot-Brittannië had geschaard, verliet Von Spee met zijn vijf kruisers de haven van de Duitse kolonie Tsingtao in China. Hij wilde de handelsroutes langs de westkust van Zuid-Amerika afsnijden, zoals bleek uit in oktober 1914 onderschepte radioberichten.

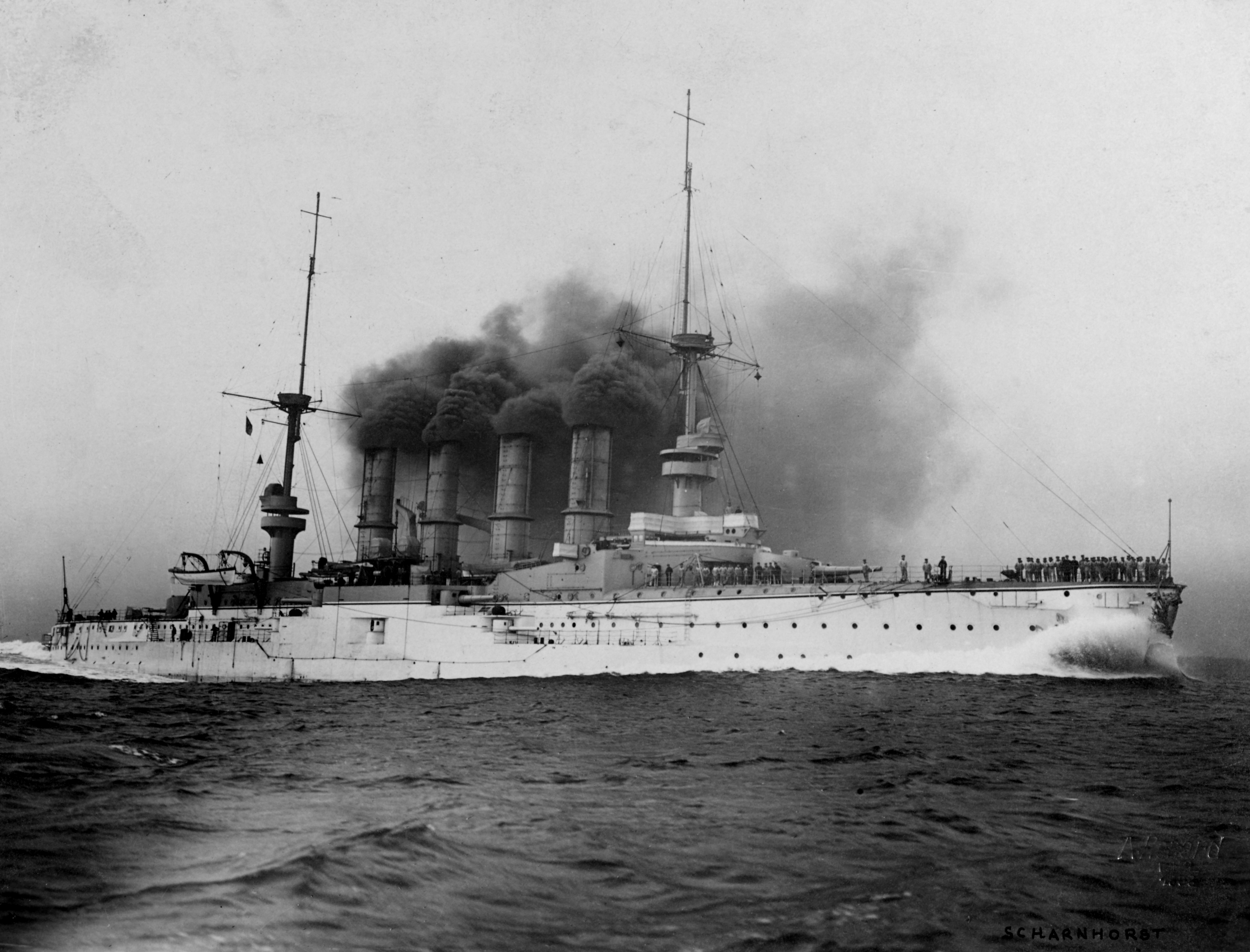
SMS Scharnhorst
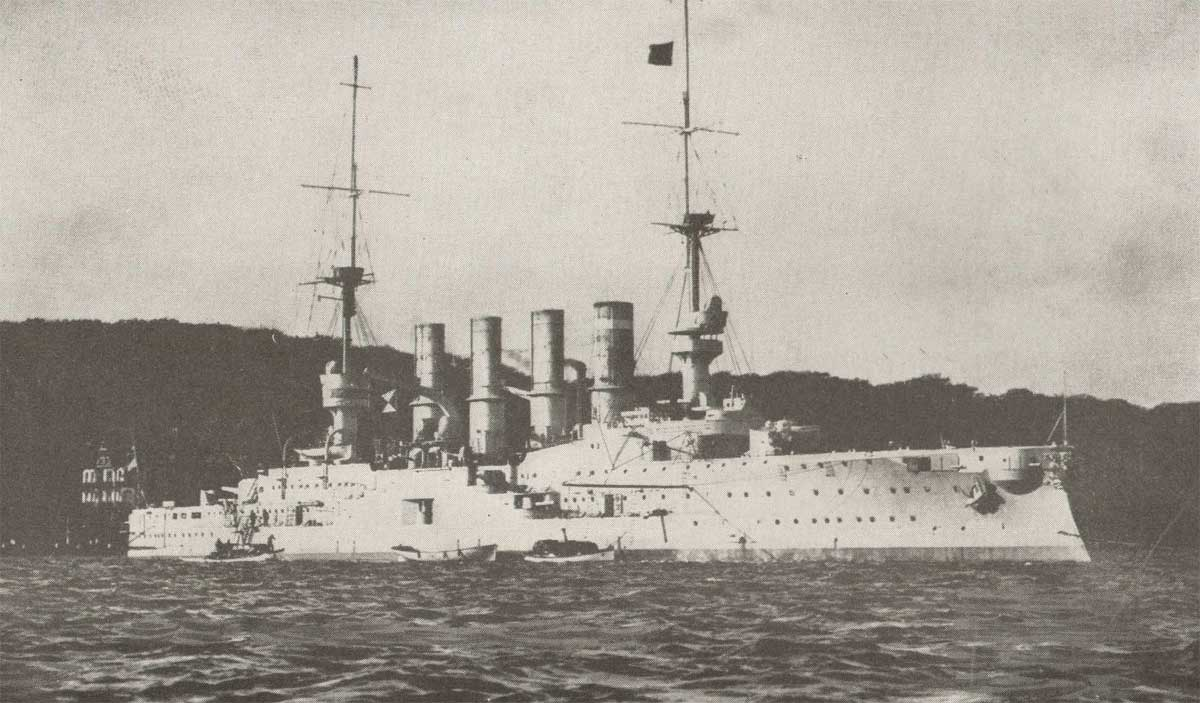
SMS Gneisenau

## Cradock
Viceadmiraal Christopher Cradock bevond zich bij Zuid-Amerika. Hij had twee kruisers HMS Good Hope (zijn vlaggenschip omdat het de snelste was, maar met een onervaren bemanning) en HMS Monmouth, de lichte kruisers HMS Glasgow en HMS Otranto, een hulpkruiser (bewapend koopvaardijschip), onder zijn bevel. Cradock kreeg orders het eskader van Von Spee op te sporen. De HMS Glasgow werd uitgestuurd om te zoeken met de afspraak elkaar ter hoogte van Coronel in Chili weer te ontmoeten.

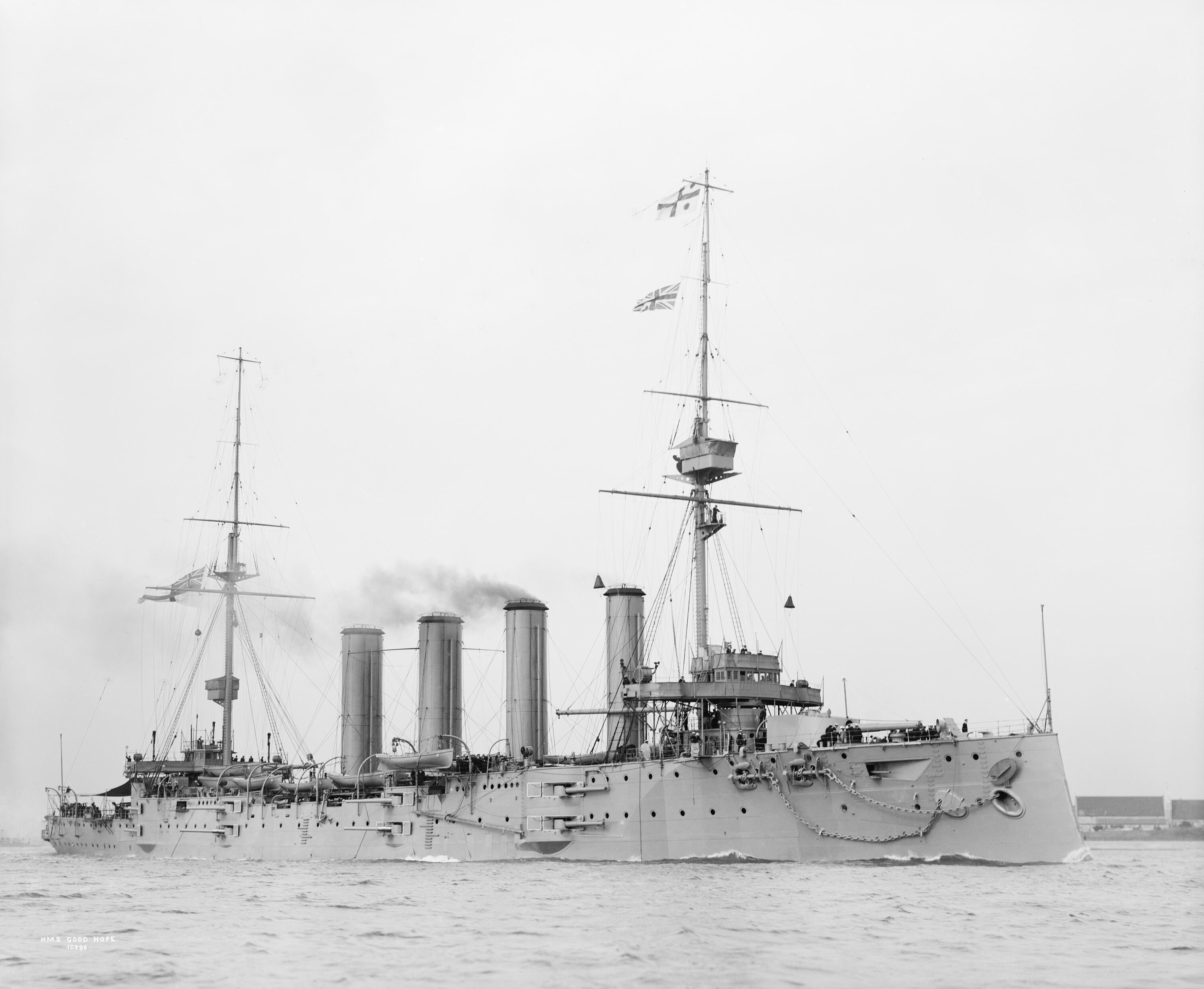
HMS Good Hope
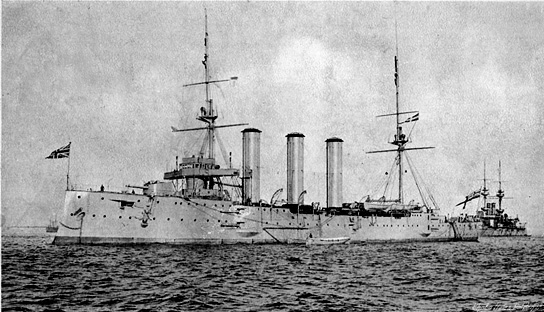
HMS Monmouth

## Contact
Op 18 oktober 1914 hoorde Von Spee dat de HMS Glasgow zich ophield bij Coronel. Hij voer met zijn gehele eskader vanuit de haven van Valparaíso in Chili naar Coronel om de Brit te verrassen. Cradock voer van Stanley op de Falklandeilanden naar Coronel om zich daar bij de HMS Glasgow te voegen. Winston Churchill, indertijd de Britse minister van Marine, zond op 28 oktober een bericht naar Cradock met de opdracht te wachten op versterking.
Cradock onderschepte op 31 oktober een radiobericht waaruit bleek dat de SMS Leipzig, de traagste lichte kruiser van Von Spee’s vloot, in de buurt was. Hij besloot naar het noorden te varen met de bedoeling het Duitse schip te vernietigen. Om 16.30 uur op 1 november zag hij niet alleen de SMS Leipzig, maar alle vijf kruisers van Von Spee liggen. Hij had misschien nog naar het zuiden kunnen vluchten om bij het vallen van de duisternis te ontsnappen aan de Duitsers, maar hij besloot om te vechten. Hij beval wel hulpkruiser HMS Otranto om te vluchten, aangezien die toch niet kon meevechten.

## Aanval

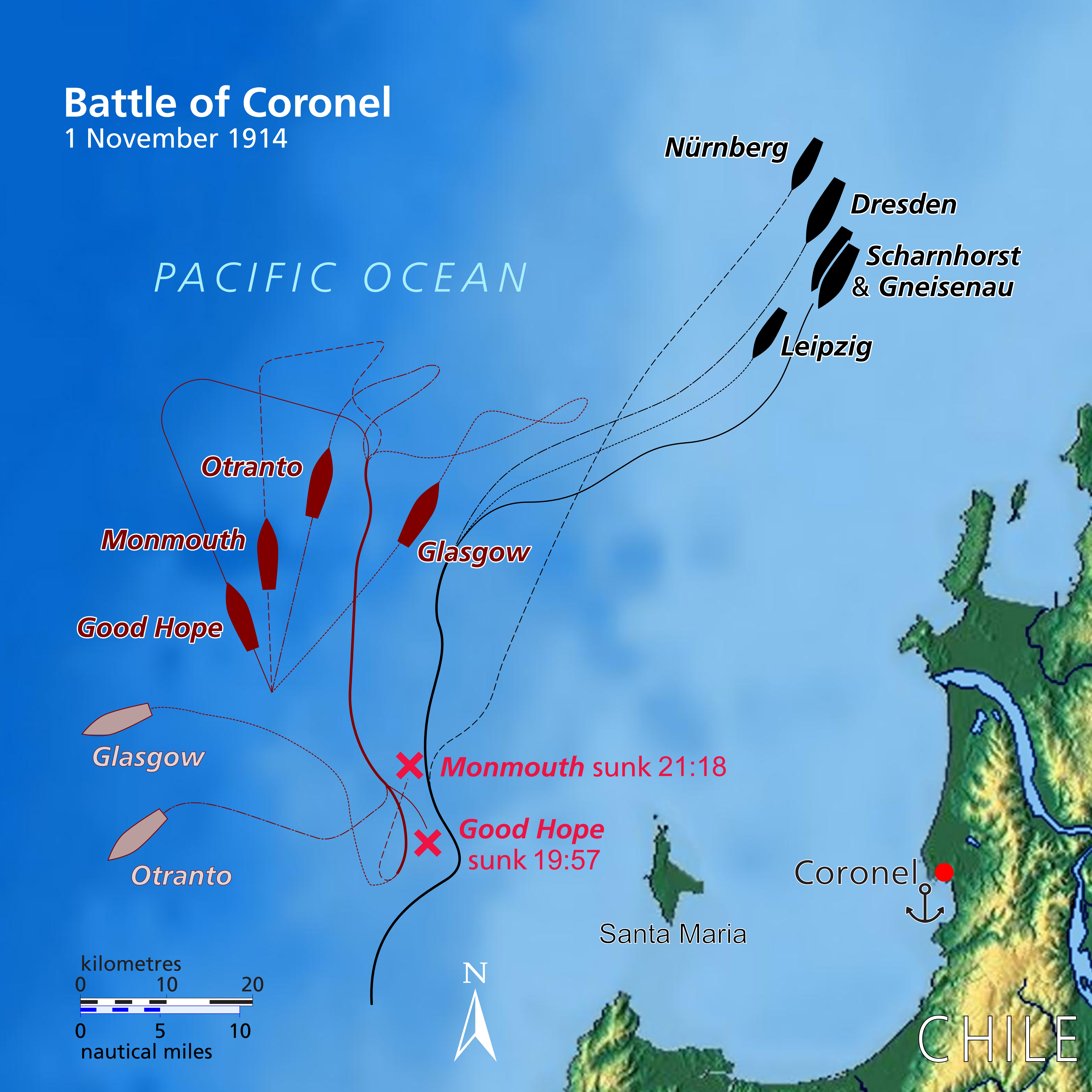
Verloop van de strijd

De zee was woelig en Von Spee manoeuvreerde zodanig dat hij op ongeveer 10 km, net buiten het schietbereik van Cradock bleef. De reden daarvoor was dat Von Spee's bemanning moest werken met de zon in de ogen. Pas om 19 uur, toen de ondergaande zon de schepen van Cradock scherp aftekende tegen de horizon, opende Von Spee het vuur. Bij opkomende maan verkleinden de Britten de afstand met de tegenstander tot 5 km. Von Spee vergrootte die weer, omdat hij een eventuele wanhoopsactie met torpedo's wilde ontwijken. De laatste schoten vielen in het donker, waarbij de afstandsmetingen gebeurden op het licht van uitgebroken branden en op de lichtflitsen van de schoten. Het derde salvo van SMS Scharnhorst kelderde de HMS Good Hope, viceadmiraal Cradock inbegrepen.
De HMS Monmouth was zwaar gehavend en wendde de steven naar open zee. De net aangekomen SMS Nürnberg beschoot vervolgens de al brandende HMS Monmouth van dichtbij met 105 granaten. Het schip zonk om 21.18 uur waarbij alle nog in leven zijnde bemanningsleden verdronken. Vanaf HMS Glasgow zag men de lichtflitsen, maar het schip wist te ontsnappen en zich bij de HMS Otranto te voegen. De HMS Glasgow was beschadigd door de SMS Leipzig en de SMS Dresden; ze moest daarom een neutrale Braziliaanse haven binnenlopen om zich te laten opkalefateren.

## Wraak
De Britse admiraliteit was geschokt: voor het eerst in een eeuw had de Britse marine een zeeslag verloren. 1654 Zeelui waren omgekomen. Sir John Fisher zond Sir Frederick Sturdee met een eskader naar het gebied om wraak te nemen in de Slag bij de Falklands.